# 도로시 맥케일

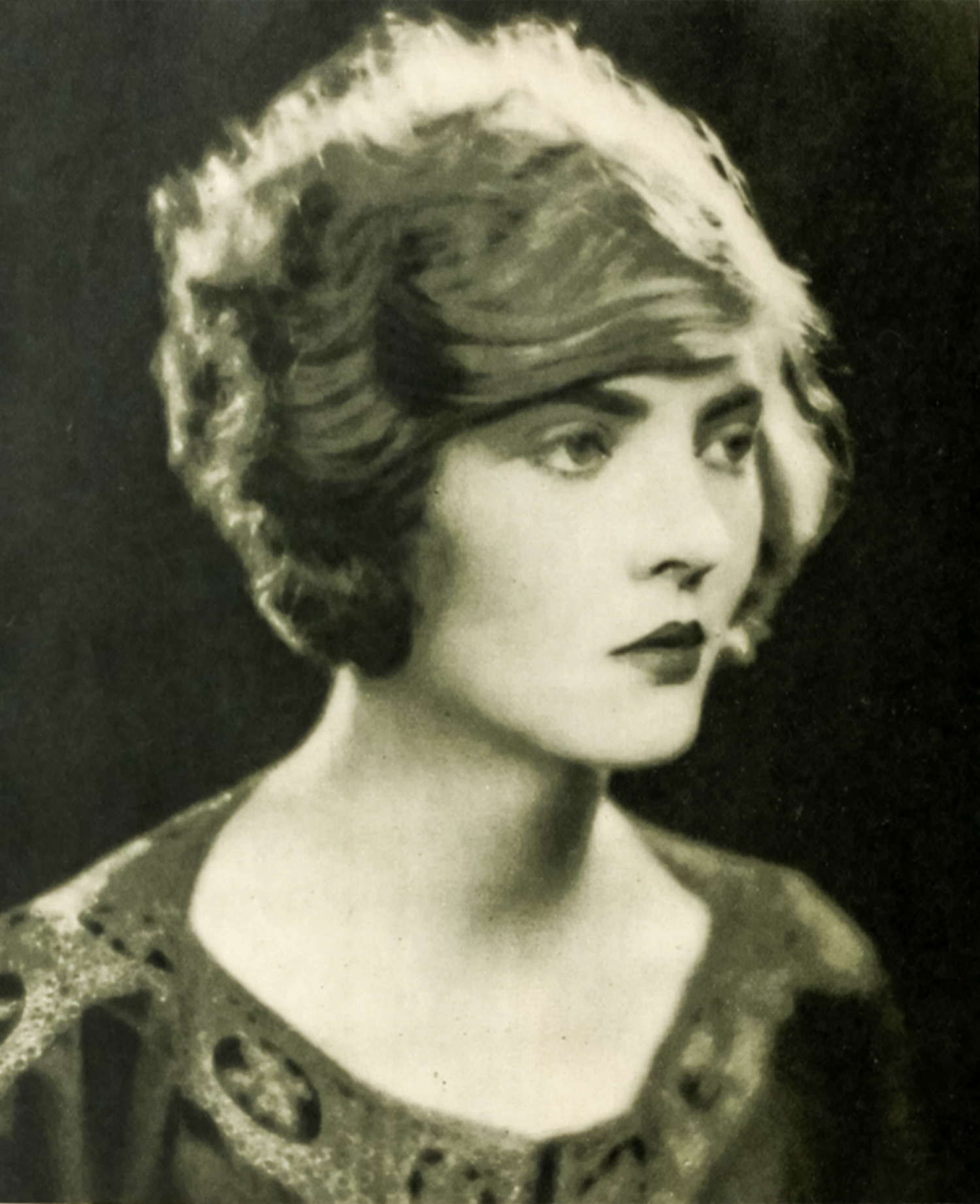

도로시 맥케일(Dorothy Mackaill, 1903년 3월 4일 ~ 1990년 8월 12일)는 미국의 배우, 연극 배우, 텔레비전 배우, 영화배우이다.
킹스턴어폰헐에서 태어났으며 호놀룰루에서 사망하였다. 사인은 신부전이다.

## 영화
- 하와이 5-0수사대 (1968년)
- 커튼 엣 에이트 (1933년)
- 더 치프 (1933년)
- 러브 어페어 (1932년) - 캐롤 오웬 역
- 세이프 인 헬 (1931년)
- 브라이트 라이츠 (1930년)
- 더 그레이트 디바이드 (1929년)
- 바커 (1928년)